# Petr Štercl
Petr Štercl (* 20. října 1966 Kroměříž) je bývalý český a československý vodní slalomář, kanoista závodící v kategorii C2. Jeho partnerem v lodi byl jeho bratr, dvojče, Pavel Štercl. Oba maturovali na kroměřížském gymnáziu v roce 1985.
První medaili na mistrovství světa získal v roce 1991, jednalo se o stříbro ze závodu hlídek. V dalších letech vybojoval ještě dvě zlaté (C2 družstva – 1993, 1995) a jednu stříbrnou medaili (C2 družstva – 1997). Z evropských šampionátů si přivezl jedno zlato (C2 družstva – 1998). Dvakrát startoval na letních olympijských hrách, v Barceloně 1992 i v Atlantě 1996 skončil na šestém místě.